# 普魯士的阿爾布雷希特王子 (1837年—1906年)
普魯士的阿爾布雷希特（德語：Friedrich Wilhelm Nikolaus Albrecht，1837年5月8日—1906年9月13日），普魯士國王腓特烈·威廉三世的孫子，不倫瑞克公國攝政。
1884年，不倫瑞克公爵威廉逝世，原本應由同屬韋爾夫王朝的漢諾威王儲恩斯特·奧古斯特二世繼位。但由於恩斯特·奧古斯特拒絕放棄漢諾威王位，普魯士否決了他的繼承權並指定阿爾布雷希特為攝政。

## 家庭
1873年，阿爾布雷希特與薩克森-阿爾滕堡的瑪麗結婚，兩人共有三個兒子：
- 腓特烈·海因里希（1874年—1940年）
- 約阿希姆·阿爾布雷希特（英语：Prince Joachim Albert of Prussia）（1876年—1939年），音樂家
- 腓特烈·威廉（英语：Prince Friedrich Wilhelm of Prussia）（1880年—1925年）